# Isabel de Clare (Adlige, 1226)
Isabel de Clare (auch Isabella de Clare; * 2. November 1226; † nach 10. Juli 1264) war eine englisch-schottische Adlige.
Isabel de Clare entstammte der anglonormannischen Familie Clare. Sie war eine Tochter von Gilbert de Clare, 4. Earl of Gloucester und von dessen Frau Isabel Marshal. Ihr Vater starb bereits 1230. Noch durch Vermittlung ihrer Mutter, die Anfang 1240 starb, und durch ihren Onkel Gilbert Marshal, 4. Earl of Pembroke wurde sie am 12. Mai 1240 mit dem englisch-schottischen Baron Robert de Brus, Lord of Annandale († 1295) verheiratet. Ihr Onkel übergab ihr als Mitgift Ripe in Sussex.
Isabel hatte mehrere Kinder, darunter:
- Isabel de Bruce ⚭ John Fitzmarmaduke
- Robert de Brus, Earl of Carrick
- William de Brus
- Bernard de Brus
- Richard de Brus († 1285/86)

Ihr Mann heiratete 1273 in zweiter Ehe Christina de Ireby. Über ihren Sohn Robert war Isabel die Großmutter des schottischen Königs Robert the Bruce.